# Estonské novopohanství

Jumiõis, tradiční symbol taaraismu a maausku, používán jako logo organizace Maavalla Koda.

Estonské novopohanství nebo Estonská rodná víra (estonsky: maausk, v překladu domorodá víra, doslova zemská víra) je název pro seskupení různých tradičních novopohanských náboženství estonského lidu.
Zahrnuje taaraismus (estonsky: taarausk doslovně přeloženo Taarova víra), monistické náboženství soustředěné na boha Tharapita, založené roku 1928 intelektuály jako národní náboženství a maausk jako mnohem širší definici „Národní víry“, která zahrnuje víru v různé bohy a bohoslužby, uctívání přírody a uctívání země. Obě hnutí jsou spravovány organizací Maavalla Koda. Průzkum Ahto Kaasika z roku 2002 ukázal, že 11 % Estonců tvrdí, že „ze všech náboženství mají nejblíže k Taaraismu a Maausku“.

## Typy estonského novopohanství

### Taaraismus
Taaraismus byl založen roku 1928 intelektuály s cílem znovu oživit tradiční estonskou kulturu a identitu. Představovali křesťanství jako univerzální a cizí náboženství, které přinesli Němci, takže je lepší se obrátit na domorodé náboženství s mnoha božstvy.
Taaraisté drží monistický světový názor, ve kterém jsou všichni bohové součástí jediné panteistické reality, kterým je božstvo Tharapita nebo Taara (božstvo spojené s indoevropskými božstvy, jako je germánský Thór nebo galský Taranis).
Taaraismus se dělí na různé hiis (skupiny věřících) a na posvátné háje hiislar. První hiis byla založena v roce 1933, byla to Tallinnská Hiis. Do roku 1940 měl taaraismus několik tisíc členů, ale později bylo hnutí zakázáno Sovětským svazem a mnoho členů bylo zabito. Dnes je nejpřednější centrum Taaraistů ve městě Tartu.

### Maausk
Maausk („domorodá víra“) je aktivistické hnutí, které se vyznačuje uctíváním přírody a bohů. Má i vlastní hiis, která nesouvisí s taaraismem. Zdůrazňuje údajně předkřesťanské a mimoevropské kořeny a tradice estonské kultury. Hnutí Maausk se objevilo v 80. letech 20. století. Je to převážně polyteisticko-panteistická víra, která identifikuje bohy s přírodou samotnou. V jeho cyklickém kalendáři jsou nejdůležitějšími svátky: jõulud (festival zimního slunovratu), jõulukuu (Nový rok) 25. prosince, letní slunovrat (jaanipäev), munadepühad, leedopäev a kasupäev.
Svatyněmi jsou chrámy hiis nebo jakékoliv jiné přirozené místo. Svatyně je místo, kde mohou být staré stromy, ledovcové balvany, vodní útvary nebo unikátní rostliny. V chrámu je k dispozici houpačka, krb, sauna a kůlna na dřevo. Lidé chodí do těchto svatyní při významných svátcích nebo jiných důležitých příležitostech, vytvářejí harmonii s přírodou, zažívají mír a shromažďují sílu. Před příchodem do svatyně musí být tělo a mysl vyčištěny. Etika zdůrazňuje mõnu nebo mõnus (radost) nebo přesněji „harmonický život“ nebo „rovnováhu“.